# アブドゥル・ハディ・アブドゥル・ハミド
アブドゥル・ハディ・アブドゥル・ハミド（マレー語: Abdul Hadi Abdul Hamid、1987年2月25日 - ）は、マレーシアの元サッカー選手。現役時代のポジションはGK。

## クラブ歴
2005年にケダFAのプレジデンツカップチームに加入、2006年にスカン・マレーシアで銀メダルを獲得すると、モハマド・アズラーイ・コル・アブドゥッラー監督によってトップチームに昇格した。トップチームではモハマド・ヘルミ・エリザ・エリアスの控えとしての役割が主であった。また、彼の昇格によってメガト・アミル・ファイサル・アル・カリディ・イブラヒムはケダFAを去ってセランゴールFAに移籍する事となった。2007年1月3日のマレーシア・スーパーリーグ、ペラFA戦でモハマド・ヘルミ・エリザ・エリアスが退場処分となったため途中出場し、初出場を果たした。この試合はホーム戦で、4-3で勝利した。
なおトップチーム昇格以降、ケダFAに所属し続けた。

## 代表歴
彼とバドロル・バクティアル、モハマド・サブレ・マット・アブー、モハマド・キリル・ムヒミーン・ザンブリ、ムハンマド・シャーフィク・ジャマル、モハマド・ブンヤミン・ウマルは2005年に初めてU-20代表に招集され、ラヤゴパル・クリシュナサミ監督の下で正ゴールキーパーの座を掴んだ。AFCユース選手権2006予選のミャンマー代表戦で初出場し、4-2での勝利に貢献した。
A代表にも招集されたものの、出場機会はなかった。